# Крістіна Гессенська
Крістіна Гессенська (нім. Christine von Hessen, 29 червня 1543 — 13 травня 1604) — принцеса Гессенська, донька ландграфа Гессенського Філіпа I та саксонської принцеси Крістіни, дружина першого герцога Гольштейн-Готторпу Адольфа.

## Біографія
Крістіна народилась 29 червня 1543 року в Касселі. Вона була дев'ятою дитиною та п'ятою, молодшою, донькою в родині ландграфа Гессенського Філіпа I та його першої офіційної дружини Крістіни Саксонської. Своє ім'я новонароджена отримала на честь матері і, водночас, успадкувала її найкращі якості.
Крістіна Саксонська пішла з життя, коли молодшій доньці було шість. Про ретельну освіту дівчинки подбала тітка з боку батька, Єлизавета Гессенська.
У липні 1562 року вів переговори, щодо шлюбу з Крістіною, король Швеції Ерік XIV, однак, йому було відмовлено. Принцеса одружилася 17 грудня 1564 року із герцогом Гольштейн-Готторпу Адольфом. Весілля відбулося в Готторпі. У подружжя народилися численні нащадки.

Шведський історик Ґейґер висловлювася з приводу герцогині: «Вона була красивою і обличчям, і фігурою, сильною та благородною духом і розумом. Її син виховувався суворо та став працьовитим, доброчесним і мужнім».

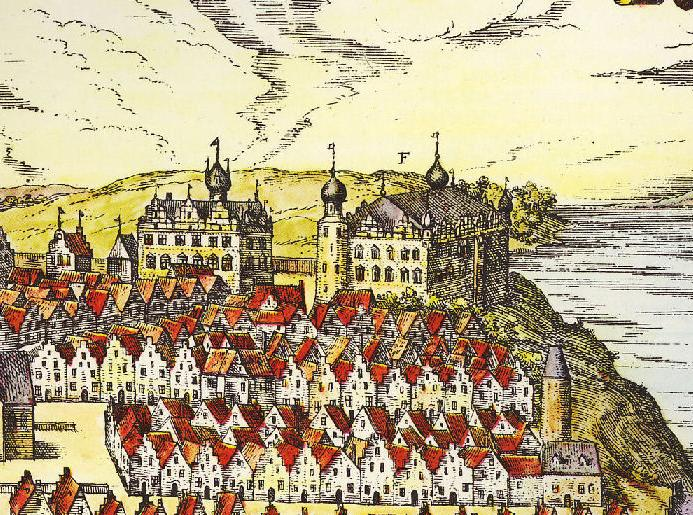
Кільський замок у XVI столітті

Крістіна сумлінно виконувала домашні обов'язки, водночас, не залишаючи громадської роботи. Вона протегувала церковній та шкільній освіті, підтримувала стипендіями студентів теологічних факультетів. Також займалася медициною, маючи глибокі знання у фармакології, власноруч виготовляла ліки.
1586 року її чоловік пішов з життя, і Крістіна стала, свого роду, опікункою для чотирьох їхніх синів, що були ще неповнолітніми.
1590 року в Шлезвігу вийшла її книга «Духовні псалми та пісні», а 1601 року в Любеку — «Молитовник».
Як удовину частку їй було надано замок у Кілі, де вдовіюча герцогиня і померла 13 травня 1604 року за часів правління свого третього сина Йоганна Адольфа.

## Родина

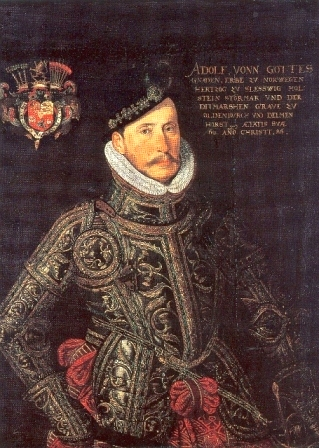
Адольф Гольштейн-Готторпський

Чоловік — Адольф (герцог Гольштейн-Готторпський)
Діти:
- Фредерік (1568—1587) — наступний герцог Гольштейн-Готторпу у 1586—1587, одружений не був, дітей не мав;
- Софія (1569—1634) — дружина герцога Мекленбург-Шверіну Йоганна VII, мала із ним трьох дітей;
- Філіп (1570—1590) —герцог Гольштейн-Готторпу у 1587—1590, одружений не був, дітей не мав;
- Крістіна (1573—1625) — дружина короля Швеції Карла IX, мала четверо дітей;
- Йоганн Адольф (1575—1616) — герцог Гольштейн-Готторпу у 1590—1616, був одружений із Августою Данською, мав восьмеро дітей;
- Анна (1575—1625) — дружина графа Східної Фризії Енно III, мала із ним п'ятеро дітей;
- Крістіан (1576—1577) — помер у ранньому віці;
- Агнеса (1578—1627) — одружена не була, дітей не мала;
- Йоганн Фрідріх (1579—1634) — князь-єпископ Бремена, Любека та Вердена, одружений не був, дітей не мав.